# ثقافات سكيثية

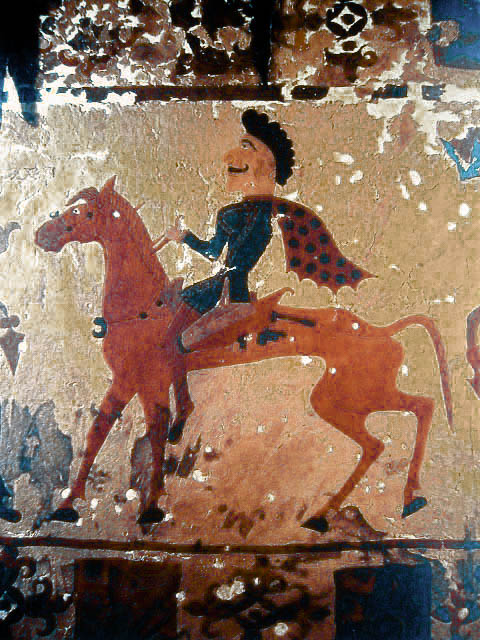
رجل يمتطي حصانًا من مدافن بازيريك, العائدة إلى حوالي 300 ق.م، وهي أحد أشهر الاكتشافات الأثرية من الثقافات السكيثية. يعدّ امتطاء الخيول من أهم السمات الرئيسية التي تتميز بها ثقافات السكيثيين

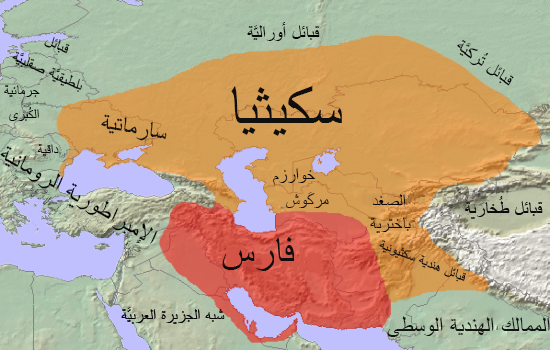
خريطة سكيثيا وهي المنطقة التي ضمت الثقافات السكيثية حوالي عام 100 ق.م

كانت الثقافات السكيثية -المشار إليها بأسماء عديدة مثل الثقافات السكيثو-سيبيرية أو الحضارة السكيثية أو الأفق السكيثي أو العالم السكيثي أو الامتداد السكيثي- مجموعة من الشعوب المتشابهة تاريخياً والتي ازدهرت على مدى السهب الأوراسي خلال العصر الحديدي منذ القرن التاسع قبل الميلاد حتى القرن الثاني الميلادي. تعرف هذه المنطقة بين الكتّاب الإغريق والرومان باسم سكيثيا
تتميز الثقافات السكيثية بثلاثة مقومات تعرف باسم المثلث السكيثي وهو نماذج متشابهة -حتى لو لم تكن متطابقة- من الأسلحة ولجم الأحصنة والفن السكيثي أما مدى الارتباط بين هذه الشعوب فهو أمر جدلي بين الباحثين. كان شعوب هذه المنطقة ينتمون إلى أصول متنوعة، إذ ضمت المنطقة ليس فقط السكيثيين الذين استمدت المنطقة اسمها منهم، بل العديد من الشعوب الأخرى مثل الكيميريين والماساغيتيين والساكا والسارماتيين وشعوب غابات السهب الغامضة. معظمهم يتحدثون الفرع السكيثي من اللغات الإيرانية، يشار إلى جميع هذه الشعوب أحياناً باسم السكيثيين أو بأسماء مختلفة أخرى مثل السكيثو-سيبيريين أو الشعوب المتنقلة البدائية أو رحّل العصر الحديدي.

## الأصول والانتشار
ظهرت الثقافات السكيثية في منطقة السهب الأوراسي مع بداية العصر الحديدي في بدايات الألفية الأولى قبل الميلاد. لطالما كانت أصول الثقافات السكيثية مكان جدل بين علماء الآثار. كان الإجماع العام أن السهب الأوكراني الممتد شمال البحر الأسود حتى شواطئ بحر قزوين شرقاً هو منشأهم، إلى أن اقترح عالم الآثار السوفييتي أليكسي تيرنوشكين كون المنشأ من آسيا الوسطى.
كشفت عمليات التنقيب الجديدة في موقع أرزان في منطقة توفا الروسيّة عن أقدم كورغان (تل جنائزي) سكيثي مكتشف إلى حد الآن. إضافة إلى ذلك، وجدت أولى النماذج من الفن الحيواني الذي أصبح فيما بعد نمطياً للثقافات السكيثية قرب نهر ينسي الأعلى وفي منطقة شمال الصين، وتعود إلى القرن العاشر قبل الميلاد. اعتماداً على هذه الاكتشافات، اقتُرح أن الحضارات السكيثية ظهرت في فترة مبكرة في جنوب سيبيريا. من المرجح أن أساليب الحياة النمطية للثقافة السكيثية بدأت بالظهور في هذه الفترة. لكن الدراسات الوراثية الحديثة اقترحت كون الأصل من ثقافة سروبنايا، أو من شرقي السهب الأوكراني وجنوب الأورال.
امتدت الثقافات السكيثية بسرعة لتنتشر من حوض بانونيا غربًا حتى جبال ألتاي شرقًا. لكن الفوارق الثقافية كانت كبيرة إلى حد ما بين الشرق والغرب. مع الوقت حدث تواصل بينهم وبين الحضارات القديمة الأخرى مثل آشور واليونان وفارس. في أواخر الألفية الأولى قبل الميلاد انتشرت الشعوب المنتمية إلى الثقافات السكيثية ممتدة إلى إيران (ساكاستان) والهند (الهنود السكيثيون) وحوض تاريم. في القرون الأولى بعد الميلاد، تعرضت الثقافات السكيثية الغربية للضغط من طرف القوط والشعوب الجرمانية الأخرى. تحددت نهاية الحقبة السكيثية في علم الآثار نحو القرن الثاني الميلادي.

## الشعوب

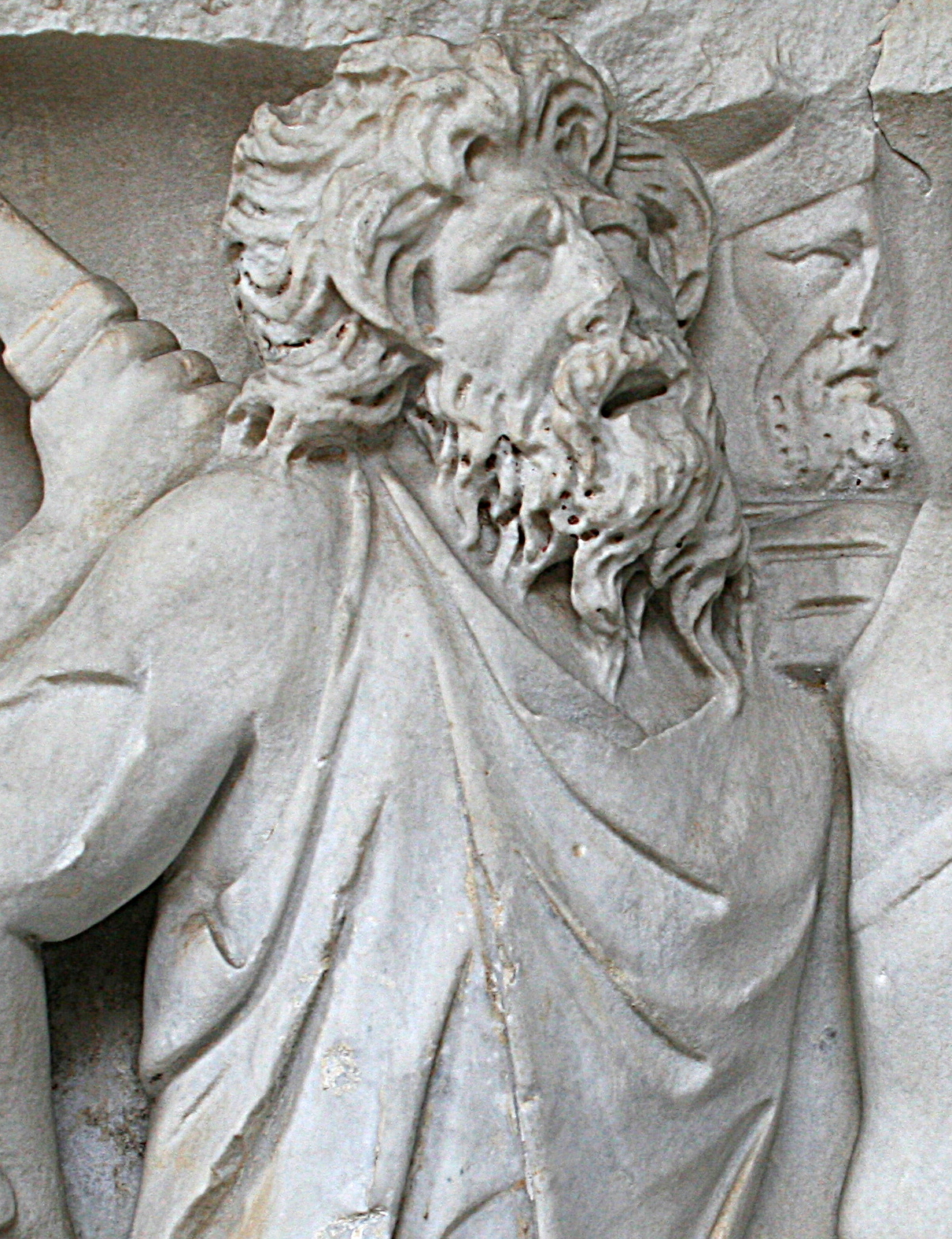
تصوير لرجل من قوم السارماتيين من مدفن روماني (القرن الثاني ميلادي). رغم كون السارماتيين قومًا مختلفًا عن السكيثيين إلّا أنهم كانوا جزءاً من الثقافات السكيثية.

ذُكرت شعوب الثقافات السكيثية في مؤلفات المؤرخين الفرس والإغريق. تحدثت هذه الشعوب غالباً باللغات الإيرانية. تتضمن الشعوب المرتبطة بالثقافة السكيثية متحدثي اللغات السكيثية، مثل الماساغيتيين والسارماتيين والساكا والسكيثيين والكيمريين. كانت شعوب سهب الغابة جزءاً من الثقافات السكيثية أيضاً. تعتبر أصول هذه الشعوب مبهمة إلى حد بعيد. قد يكون بعضهم من أوائل السلاف القدامى أو البلطيقيين أو الشعوب الفنلندية الأوغرية. تتضمن الشعوب المستوطنة ضمن مناطق الثقافات السكيثية أيضاً التراقيين. بالرغم من الانتماء إلى ثقافات متشابهة في استخدام المواد والأدوات، انتمى شعوب الثقافات السكيثية إلى العديد من المجموعات الإثنية المختلفة.
من بين الشعوب المتنوعة المنتمية إلى الثقافات السكيثية، يعتبر السكيثيون أكثرهم شهرة، يعود ذلك أساساً إلى الأخبار والمعلومات التي نشرها عنهم المؤرخ الإغريقي هيرودوت في القرن الخامس الميلادي. أشار الفارسيون القدماء إلى جميع الشعوب البدوية في هذا السهب باسم ساكا. في العصور الحديثة استُخدم اسم السكيثيين لوصف جميع الشعوب المرتبطة بالثقافات السكيثية. ضمن هذا التعريف عادة ما يجب التفريق بين السكيثيين الغربيين المقيمين في السهب الأوكراني أو السهب البونتي القزويني، والسكيثيين الشرقيين المقيمين في السهب الأوراسي الشرقي.
عادة ما تشير مصطلحات مثل ساكا أو ساوروماتيين وسكيثو-سيبيريين للإشارة إلى السكيثيين الشرقيين الذين عاشوا في آسيا الوسطى وجنوب سيبيريا على الترتيب. كما استُخدم مصطلح سكيثو-سيبيريين للإشارة إلى جميع الشعوب المرتبطة بالثقافة السكيثية. من المصطلحات الأخرى المستخدمة في الإشارة إليهم الرحّل الأوائل ورحّل العصر الحديدي. أدى غموض مصطلح «سكيثي» إلى الكثير من الالتباس في الأدب. يشكك البروفيسور نيكولا دي كوزمو بصحة الإشارة إلى جميع الشعوب البدوية المتنقلة البدائية في الأوراس باسم «السكيثيين»، وينصح باستخدام مصطلح بديل أكثر دقة مثل «الرحل الأوائل».
أما بين المؤلفين القدماء، استُخدم مصطلح السكيثيين للإشارة إلى طيف واسع من الشعوب التي لم يكن لها أي علاقة بالسكيثيين الأصليين، مثل قبائل الهون والقوط والترك والآفار والخزر وعدد من الشعوب المترحلة غير معروفة الاسم.

## السمات
تتصف الثقافات السكيثية بأشكال متشابهة -حتى لو لم تكن متطابقة- من لجم الخيل والأسلحة وأنماط الفنون. كان فنهم مصنوعاً بأسلوب معروف باسم النمط الحيواني الذي يشار إليه باسم الفن السكيثي. تعرف هذه المقومات الثلاثة باسم المثلث السكيثي.

## الآثار
في بداية القرن الثامن عشر، بدأ الباحثون الروس بكشف الآثار السكيثية على امتداد الأراضي التي تمت السيطرة عليها حديثاً. عثر على عدد من البقايا الأثرية السكيثية المهمة حتى فترة قريبة. ومن الاكتشافات المهمة مدافن بازيريك المكتشفة على هضبة أوكوك في أربعينيات القرن العشرين. تعتبر هذه الآثار مهمة كونها تكشف شكل التحنيط الخاص الذي استخدمه السكيثيون في حفظ الجثث. كما يعتبر الكورغان (التل الجنائزي) في إيسيك بأوبليس ألماتي اكتشافاً أثرياً مهماً.

## المجتمع

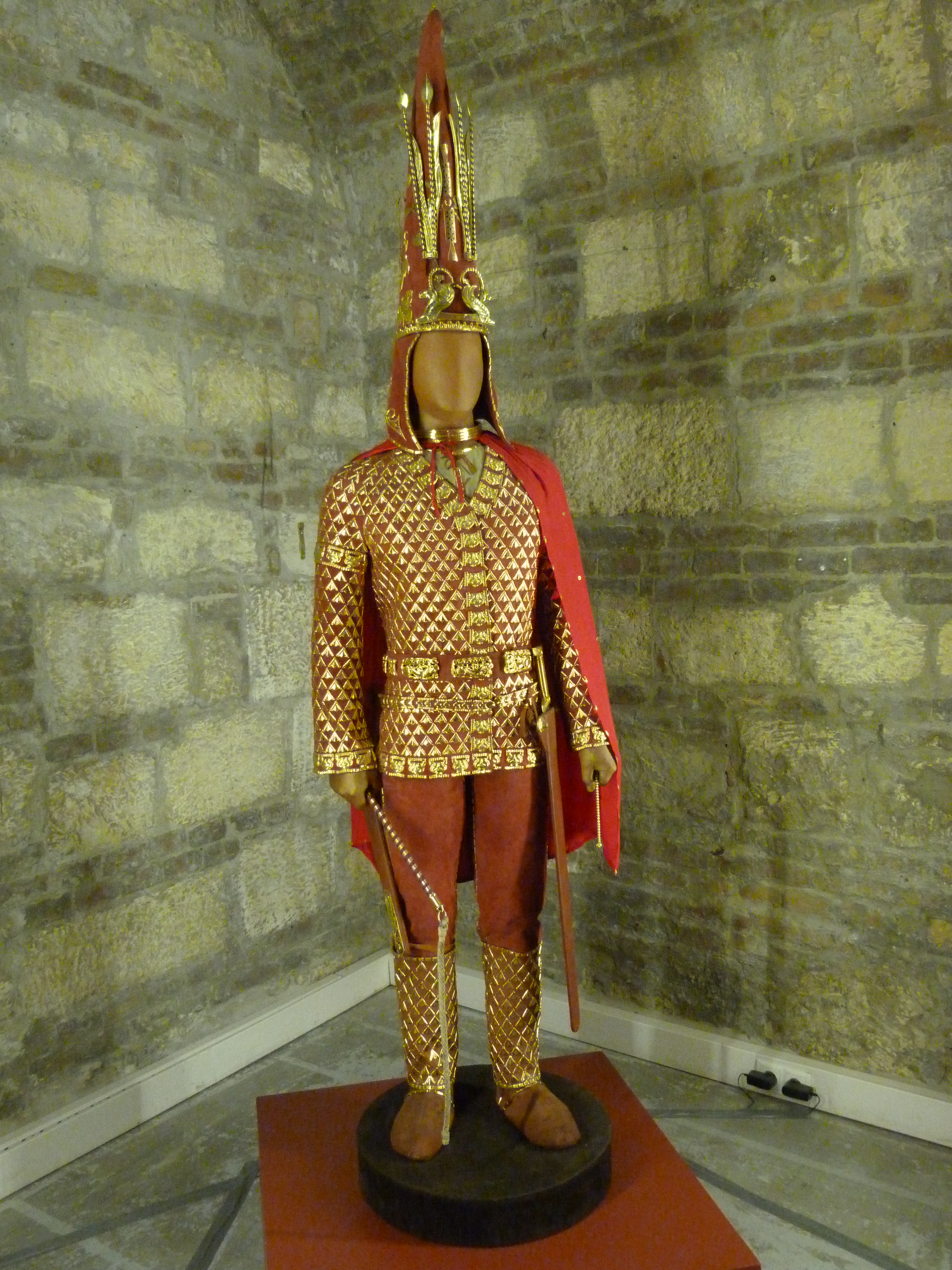
"الرجل الذهبي" الذي عثر عليه في كورغان إيسيك بأوبليس ألماتي (يعود إلى ما بين القرن الرابع -القرن الثالث قبل الميلاد)

كشفت العديد من الموجودات الأثرية أن السكيثيين عاشوا حياة ذات طابع حربي. لا بد من أن الصراع على الأراضي كان عنيفاً، وتشير الأسلحة العديدة المحفوظة في المدافن إلى الطابع العسكري الواضح للمجتمع السكيثي. جرت الحروب السكيثية عموماً باستخدام رماية السهام عن ظهور الخيل، وكان السكيثيون أول قوة عظمى تتقن هذا الفن. طور السكيثيون نوعاً جديداً وقوياً من القوس عرف باسم القوس السكيثي. في بعض الأحيان كان السكيثيون يضعون السم على السهام.
كان السكيثيون حرفيين مهرة، وكانت لهم تقاليد ثقافية معقدة. يعتبر استخدام الأحصنة كأضحية أمراً مألوفاً في المدافن السكيثية، وكانت الكثير من الأحصنة المقدمة كقرابين مسنة ومعاملة باهتمام واضح، ما يشير إلى الدور البارز الذي لعبته الخيول في المجتمع السكيثي. لعب السكيثيون دوراً مهماً في الشبكة الواصلة بين الحضارات القديمة والمعروفة باسم طريق الحرير. ويشير تجانس الأنساب العائدة إلى الأب وتنوع الأنساب العائدة إلى جانب الأم في العينات المستخلصة من المدافن السكيثية إلى كون المجتمع السكيثي ذكورياً أبوياً بامتياز.

## المورثات
في دراسة أجريت عام 2015 ونشرت في دورية نيتشر العلمية، جرى تحليل بقايا شخص موجودة في أوبلاست سمارا في روسيا عائدة إلى الفترة ما بين 380 – 200 قبل الميلاد ومنسوبة إلى الثقافات السكيثية. ووجد أن الشخص ينتمي إلى المجموعة الجينية (R1a1a1b2a2a). يرتبط هذا النسب الوراثي بثقافة سروبنايا المبكرة في منطقة السهب البونتي القزويني، والتي بدورها تعود بأصولها إلى ثقافة يامنايا.
في عام 2017، نُشرت دراسة جينية حول عدد من الثقافات السكيثية في دورية «نيتشر كوميونيكيشنز». وجدت هذه الدراسة أن الثقافة السكيثية في منطقة السهب البونتي-القزويني وشعب السهب الشرقي ظهرا بشكل مستقل عن بعضهما البعض، وكانت هذه الثقافات مزيجاً من النسب المرتبط بحضارة يامنايا ونسب شرق آسيا. حدث معظم هذا الامتزاج غالباً خلال فترة التوسع المبكر لثقافة أفاناسيفو وثقافة أندرونوفو على امتداد السهب الشرقي. كانت الشعوب القديمة التي قطنت مناطق الحضارات السكيثية تتشارك بقرابات أكثر من الشعوب المعاصرة التي تحتل المناطق ذاتها، وكان فيها اختلاط جيني كبير، خصوصاً الأنساب الميتوكوندرية من الشرق إلى الغرب. اقتُرح أن مصدر هذا التدفق الجيني ربما ساهم في توحيد الثقافات السكيثية. وجد أن التجمعات البشرية التي تملك علاقة مورثية مقربة من شعوب الثقافات السكيثية كانت تعيش بمقرب من البقايا الأثرية التي أجريت المقارنة الجينية بها، ما يشير إلى الاستمرارية الوراثيّة.
في عام 2017 نُشرت دراسة جينية في دورية «ساينتيفيك ريبورتس تذكر نتائج مشابهة. ووجدت عدداً متزايداً من الأنساب الوراثية الميتوكوندرية التابعة لشرق أوراسيا ضمن الشعوب السكيثية الشرقية. تم تفسير وجود أنساب شرق أوراسية في العينات السكيثية على أنه نتيجة الامتزاج بين المهاجر» ين ذوي الأصول الأوروبية والنساء من أصول أوراسية شرقية. اقترح مؤلفو الدراسة أن حضارة سروبنايا كانت مصدرة الشعوب السكيثية في منطقة السهب البونتي على الأقل.
في عام 2018 نُشرت دراسة جينية حول حضارة سروبنايا القديمة، والشعوب اللاحقة التابعة للثقافات السكيثية مثل الكيمريين والسكيثيين والسارماتيين في دورية ساينس أدفانسز العلمية. وُجد أن أفراد جماعة سروبنايا كانوا يحملون المجموعة الجينية (R1a1a1)، ما يظهر توسعاً كبيراً خلال العصر البرونزي. أمَّا العينات الكيميرية والسكيثية والسارماتية المفحوصة فقد كانت عموماً تحمل المجموعة الجينية الفردانية (R1b1a1a2) النموذجية لشعب يامنايا البدائي، بالرغم من أن إحدى العينات السارماتية المفحوصة حملت المجموعة الجينية الفردانية (R1a1a1).
وُجد أيضاً أن لشعوب الثقافات السكيثية أنساباً ميتوكوندرية شرق أوارسية تغيب تماماً ضمن أفراد سروبنايا. تبدي مجموعات الثقافات السكيثية في الغرب ارتباطاً جينياً وثيقاً بشعب أفاناسيفو وشعب أندرونوفو، بينما أبدت المجموعات الموجودة في الشرق -مثل التابعة لشعب ألدي بيل وشعب بازيريك- ارتباطاً جينياً وثيقاً بشعب يامنايا. أظهرت البيانات الجينية أدلة دامغة على أي تغيرات وراثية واضحة ضمن شعوب الشرق الأقصى، ما يشير إلى كون السهب البونتي الكاسبي وجنوب الأورال المصدر الأصلي للشعوب المتنقلة الغربية في العصر الحديدي. بدلاً من الانحدار المباشر من السروبنايا، من المعتقد أن السكيثيين كانوا يحملون أصولاً مشتركة مع ثقافة اليامنايا. أيدت هذه الدراسة الادعاء القائل بأن شعوب الثقافات السكيثية لم يكونوا مكونين من مجموعة متجانسة وراثياً، بل كانوا شعوباً متنوعة عديدة تشترك بأصل سابق قديم.
في عام 2018، نُشرت دراسة عن الحمض النووي الميتوكوندري المستخلص من بقايا عائدة إلى شخص من ثقافة تاغار -التي تعتبر ثقافة سكيثية- في دورية «بلوس ون». وُجد أن البقايا العائدة إلى السنوات الأولى من حضارة تاغار كانت مرتبطة بتلك العائدة إلى السكيثيين المعاصرين في السهب البونتي. اقترح كتّاب الدراسة أن مصدر هذا التشابه الجيني كان الهجرة الشرقية للأوراسيين الغربيين خلال العصر البرونزي، والتي من المرجح أنها لعبت دوراً في تشكيل ثقافة التاغار.
في عام 2019، نُشرت دراسة جينية لبقايا عائدة إلى ثقافة ألدي بيل التي تعتبر ثقافة سكيثية في دورية «هيومان جينيتيكس». ظهر أن معظم العينات كانت تحمل المجموعة الجينية الفردانية (R1a)، ومن ضمنها حاملان للمجموعة الفردانية (R1a1a1b2)، ولوحظ الامتزاج شرق الآسيوي. تقترح الاختلافات الجينية الكبيرة المكتشفة بين المجموعات السكيثية في السهب البونتي وجنوب سيبيريا أنها تعود إلى أصول أبوية مختلفة بشكل كامل، دون وجود أي عبور جيني تقريباً بينها.
في عام 2019، نُشرت دراسة جينية لشعوب متعددة عائدة إلى الثقافات السكيثية مثل الكيميريين والسكيثيين والسارماتيين والساكا في دورية «كارنت بيولوجي». وُجد أن بقايا جميع المجموعات كانت تحمل بمعظمها المجموعة الفردانية (R1a)، وأنماطاً فرعية متنوعة منها. وُجد أن العينات كان أكثر قرباً من الأوروبيين الحاليين مقارنة مع شعوب آسيا الوسطى أو سيبيريا.